# 니시오지마역
니시오지마역(일본어: 西大島駅)은 일본 도쿄도 고토구에 있는 철도역이다.

## 타는 곳
섬식 승강장 1면 2선의 지하역이다.
개찰구는 지하 1층, 승강장은 지하 2층에 위치한다. 2006년 A4 출입구와 개찰층, 개찰층과 승강장으로 연결하는 엘리베이터가 각각 설치되었다.
| 1 | ○ 도영 지하철 신주쿠 선 | 진보초·신주쿠·사사즈카·하시모토 방면 |
| 2 | ○ 도영 지하철 신주쿠 선 | 모토야와타 방면                      |

## 이용 현황
- 2008년도의 1일 평균 승차 인원수 23, 329명.
- 2007년도의 1일 평균 승차 인원수 22, 405명.

## 역사
- 1978년 12월 21일: 영업 개시.

## 인접역
| 도쿄 도 교통국 지하철 10호선 신주쿠 선 | 도쿄 도 교통국 지하철 10호선 신주쿠 선 | 도쿄 도 교통국 지하철 10호선 신주쿠 선 |
| -------------------------------------- | -------------------------------------- | -------------------------------------- |
| S 13 스미요시 신주쿠 방면              | 신주쿠 선 통근쾌속 쾌속 각역 정차      | 오지마 S 15 모토야와타 방면            |